# نقاره (گرمی)
نقاره یک روستا در ایران است که اردبیل شهرستان گرمی بخش مرکزی در دهستان اجارود شمالی واقع شده‌است. نقاره 108نفر جمعیت دارد.این روستا دارای سه تپه باستانی به نام های نقاره تپسی هاچا تپسی دارد که به ثبت ملی هم رسیده است .شغل اصلی اهالی غالباً کشاورزی و دامداری می باشد .در سال های اخیر به دلیل نبود کار اکثر مردم این روستا به شهر های بزرگ مهاجرت کرده اند